# Flurlingen
Flurlingen (zürichdeutsch Fluerlinge) ist eine politische Gemeinde im Schweizer Kanton Zürich. Sie gehört zum Bezirk Andelfingen.

## Wappen
Blasonierung:
In Blau über goldenem Dreiberg drei silberne Rebmesser mit silbernen Zwingen und goldenen Griffen, das erste mit der Klinge nach links, die beiden anderen nach rechts gewandt

## Geographie

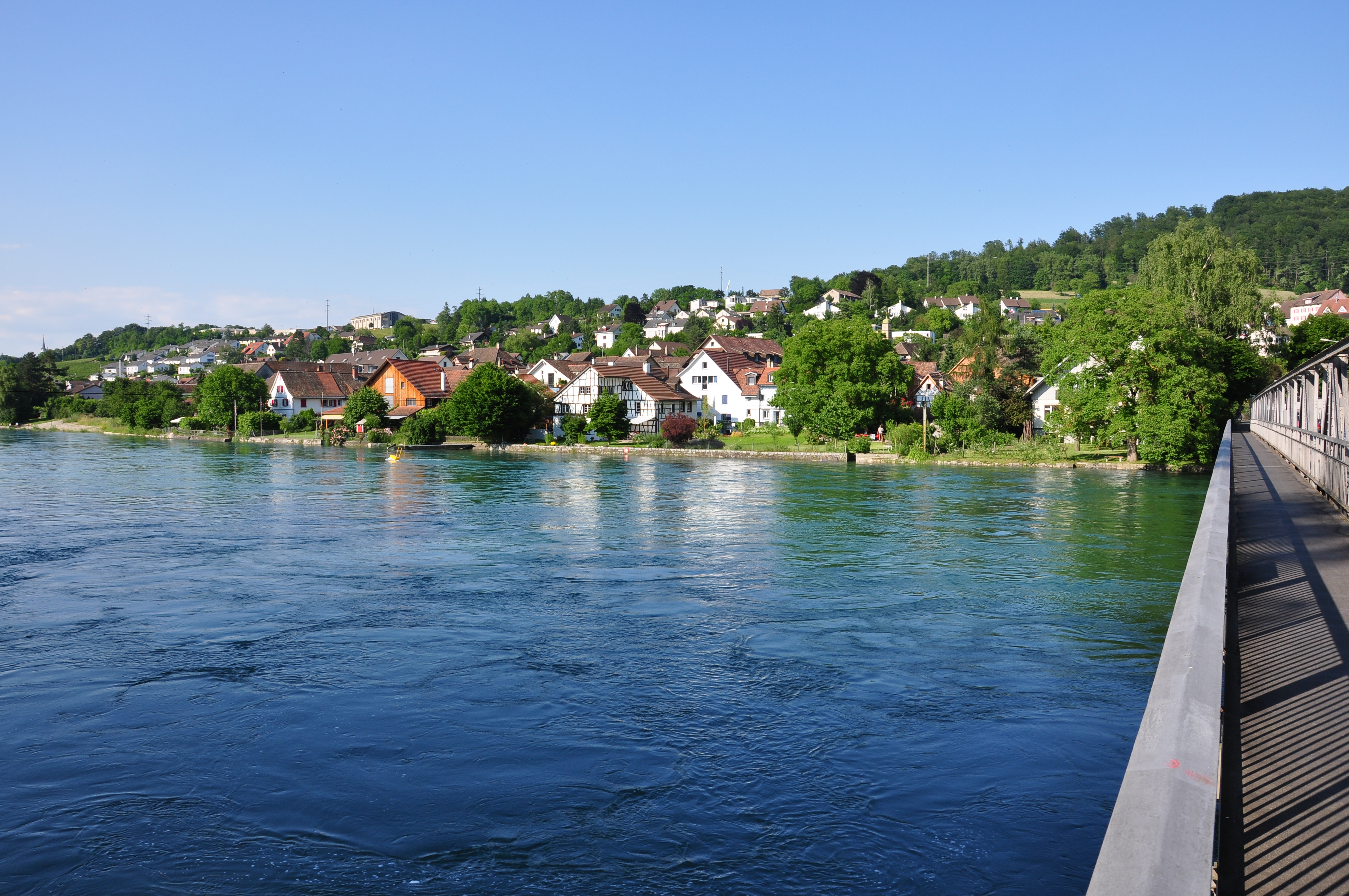
Ansicht von Neuhausen am Rheinfall über den Rhein auf Flurlingen

Die Gemeinde Flurlingen liegt zwischen Rhein und Westhang des Cholfirsts. Von der Gemeindefläche dienen 16,7 % der Landwirtschaft, 56,7 % ist mit Wald bedeckt, 6,7 % ist Verkehrsfläche und 16,3 % Siedlungsgebiet, 3,3 % sind Gewässer und 0,4 % unproduktive Fläche (Stand 2018). Auf dem Cholfirst befindet sich bei 8°38'50" östliche Länge und 47°40'53" nördliche Breite ein Sendeturm in Stahlfachwerkbauweise mit einer für den Publikumsverkehr geöffneten Aussichtsplattform.

Luftbild von Werner Friedli von 1950

## Bevölkerung
| Jahr      | 1637 | 1708 | 1850 | 1900 | 1950 | 2000 | 2005 | 2010 | 2015 | 2020 | 2022 |
| --------- | ---- | ---- | ---- | ---- | ---- | ---- | ---- | ---- | ---- | ---- | ---- |
| Einwohner | 170  | 329  | 400  | 902  | 951  | 1253 | 1375 | 1430 | 1437 | 1556 | 1514 |

## Politik
Gemeindepräsident ist der parteilose Gilbert Bernath. Die Exekutive besteht aus fünf Mitgliedern, wobei alle Amtsinhaber parteilos sind (Stand 2023).
Bei der Nationalratswahl 2019 erreichten die Parteien folgende Wähleranteile: SVP 25,13 %, SP 16,66 %, FDP 15,36 %, Grüne 15,26 %, glp 14,53 %, CVP 5,02 %, BDP 2,12 %, EVP 2,02 %, AL 1,2 % und andere (8) 2,29 %.
Die Wähleranteile bei der Nationalratswahl 2023: SP 24,59 % (+7,93 %), SVP 23,64 % (−1,48 %), FDP 15,80 % (+0,44 %), glp 12,04 % (−2,49 %), Grüne 10,84 % (−4,43 %), Die Mitte 6,98 % (−0,16 %), EVP 2,39 % (+0,37 %), EDU 1,35 % (+0,72 %), Mass-Voll! 0,85 %, andere (11) 1,54 %.

## Geschichte
Auf eine erste Besiedlung Flurlingens weisen Gräberfunde aus dem frühmittelalterlichen 7. Jahrhundert, die seit 1926 bis 1996 immer wieder zutage kamen. Nach Rettungsgrabungen 1992 und 1996 dokumentierte die Zürcher Kantonsarchäologie an der Gründenstrasse ein Gräberfeld von 47 Gräbern mit 50 Bestattungen, was auf eine ursprüngliche Belegung von 100 Gräbern schliessen liess. Bei den allermeisten Bestatteten fand man Beigaben: Messer, Speerspitzen, Schwerter, Gürtelschnallen, Ohr-, Arm- und Fingerringe, Glasperlen-Schmuckketten. Dass reiche Grabinventare fehlen, weist auf eine einfache Bevölkerung hin. Zahlreiche pathologische Befunde an den Skeletten sind Indizien für eine körperlich schwer arbeitende Volksgruppe. Sechs besser gestellte Männer waren nahe dem Weg bestattet und mit reicheren Beigaben wie Sax und einmal mit Spatha versehen, ein Knabe mit einem Messer, das in einer mit bronzenen Nieten beschlagenen Lederscheide steckte.
Flurlingen wurde im Jahr 876 erstmals urkundlich erwähnt. Im August 876 übergab der Abt des Klosters Rheinau den Ort Flurlingen an den Klettgauer Grafen Gozbert, der später seinen Besitz in Laufen, Mörlen und Flurlingen 892 wieder dem Kloster schenkte. Im 10. Jahrhundert gelangte die ganze Mark samt der Pfarrkirche in Laufen an den Bischof von Konstanz, der in Flurlingen eine Grundherrschaft mit niederer Gerichtsbarkeit über «Erb und Eigen» und Verhängung von Bussen bis zu neun Schilling einrichtete. Dieses «Uhwieser Amt» bestand bis 1798. Die Vogtei mit der zugehörigen Gerichtsbarkeit war mit dem Schloss Laufen verbunden und gelangte mit diesem 1544 an Zürich. Das Hohe Gericht in Flurlingen gehörte seit je zur Grafschaft Kyburg und ging mit dieser 1424 bzw. 1452 an Zürich über.
In der Helvetik bildete Flurlingen eine eigene Munizipalität, ebenso waren unter der Mediationsverfassung Flurlingen, Dachsen und Uhwiesen selbständige Gemeinden. Mit der Restauration im Jahre 1814 wurden alle drei Orte vereinigt. Unter der Kantonsverfassung von 1831 löste sich Dachsen los, so dass nur noch Uhwiesen und Flurlingen zusammen eine politische Gemeinde bildeten. Im Jahre 1841 schied Flurlingen aus diesem Verband aus und wurde wieder eine selbständige Gemeinde.

## Verkehr
Die Gemeinde ist durch zwei Rheinbrücken mit der rechten Rheinuferseite verbunden: seit 1860 durch eine Strassenbrücke nach Schaffhausen und seit 1921 durch einen Steg nach Neuhausen. Zusätzlich liegen die Rheinbrücke der A4 und der Flurlingertunnel auf Gemeindegebiet.

## Sehenswürdigkeiten und Kultur
Immer Mitte Januar wird Hilari, ein fasnachtähnlicher Brauch, gefeiert.